# Кастельно-де-Левис
Кастельно́-де-Леви́с (фр. Castelnau-de-Lévis, окс. Castèlnòu de Levís) — коммуна во Франции, находится в регионе Юг — Пиренеи. Департамент — Тарн. Входит в состав кантона Альби-3. Округ коммуны — Альби.
Код INSEE коммуны — 81063.

## География
Коммуна расположена приблизительно в 550 км к югу от Парижа, в 65 км северо-восточнее Тулузы, в 6 км к западу от Альби.
На юге коммуны протекает река Тарн.

## Климат
Климат умеренно-океанический. Зима мягкая и дождливая, лето жаркое с частыми грозами. Ветры довольно редки.

## Население
Население коммуны на 2010 год составляло 1522 человека.
| 1962 | 1968 | 1975 | 1982 | 1990 | 1999 | 2010 |
| ---- | ---- | ---- | ---- | ---- | ---- | ---- |
| 571  | 686  | 946  | 1145 | 1308 | 1407 | 1522 |

## Администрация
| Период | Период | Фамилия     | Партия                  | Примечания                       |
| ------ | ------ | ----------- | ----------------------- | -------------------------------- |
| 1995   | 2001   | Пьер Вала   | Социалистическая партия | член генерального совета кантона |
| 2001   | 2008   | Жорж Лакомб |                         |                                  |
| 2008   | 2020   | Робер Готье |                         |                                  |

## Экономика
В 2007 году среди 937 человек в трудоспособном возрасте (15—64 лет) 678 были экономически активными, 259 — неактивными (показатель активности — 72,4 %, в 1999 году было 67,8 %). Из 678 активных работали 624 человека (325 мужчин и 299 женщин), безработных было 54 (19 мужчин и 35 женщин). Среди 259 неактивных 69 человек были учениками или студентами, 108 — пенсионерами, 82 были неактивными по другим причинам.

## Достопримечательности
- Средневековая церковь Св. Варфоломея. Исторический памятник с 1927 года.[4]
- Руины замка Кастельно-де-Левис[фр.] (XIII век). Исторический памятник с 1909 года.[5]
- Башня-голубятня Гаррабе (XV век). Исторический памятник с 2010 года.[6]

## Фотогалерея

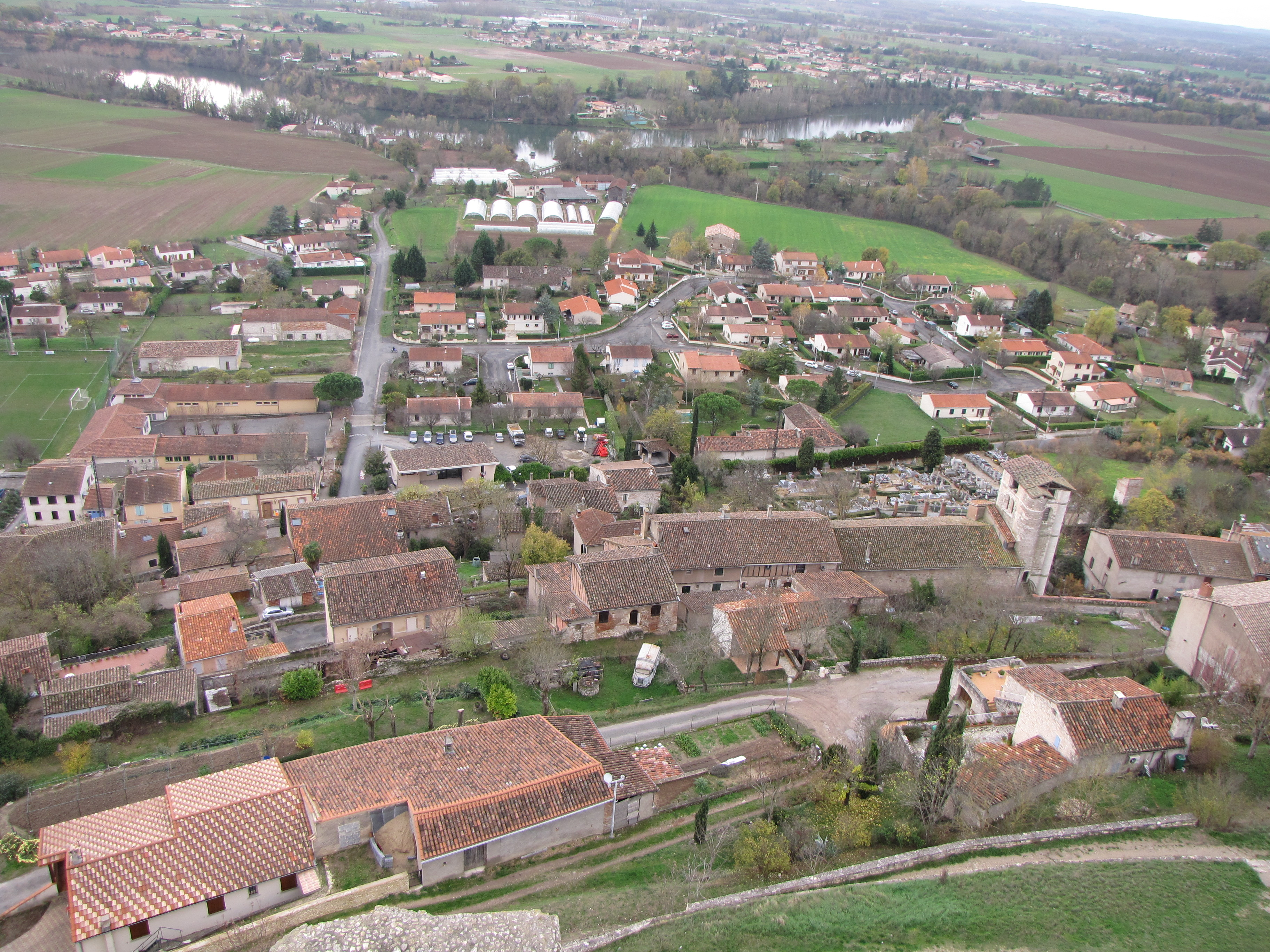
Кастельно-де-Левис
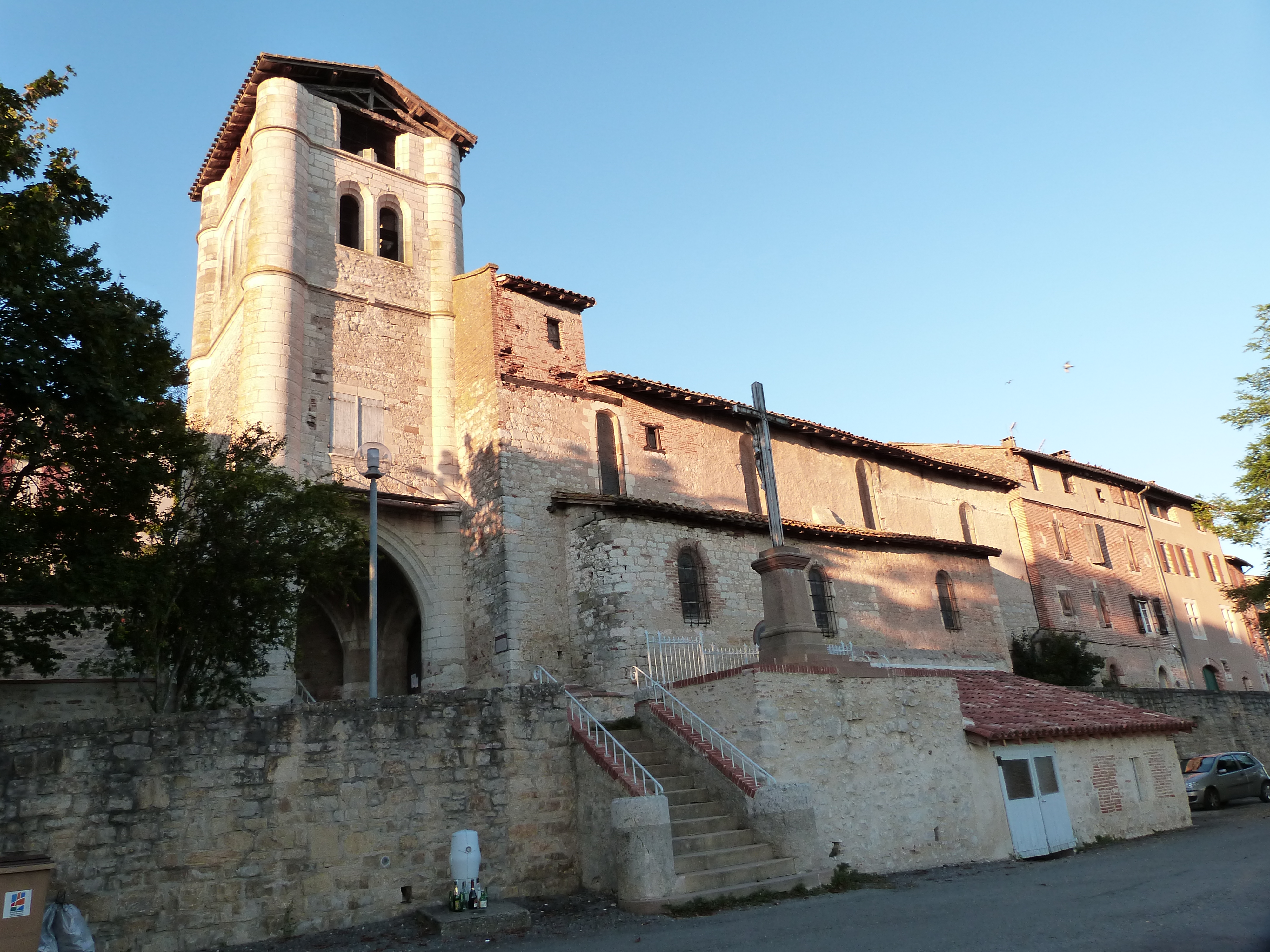
Церковь Св. Варфоломея
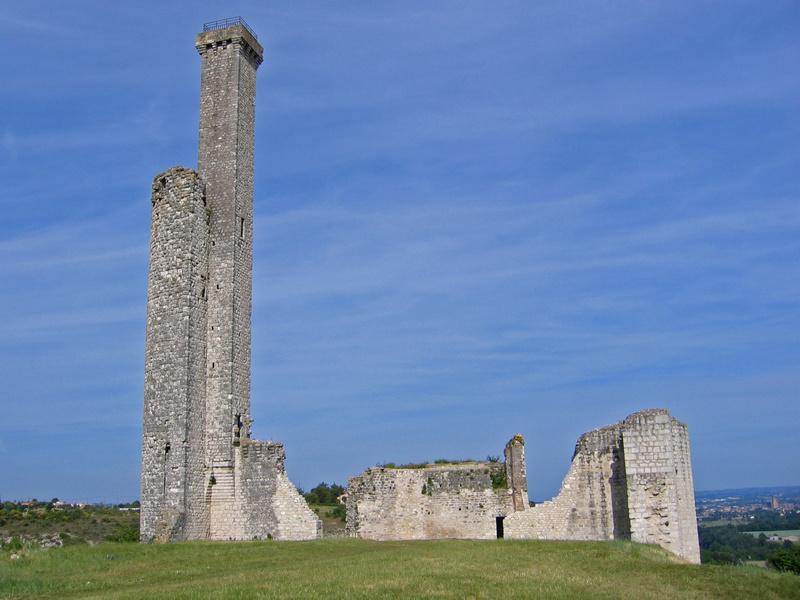
Руины замка Кастельно-де-Левис
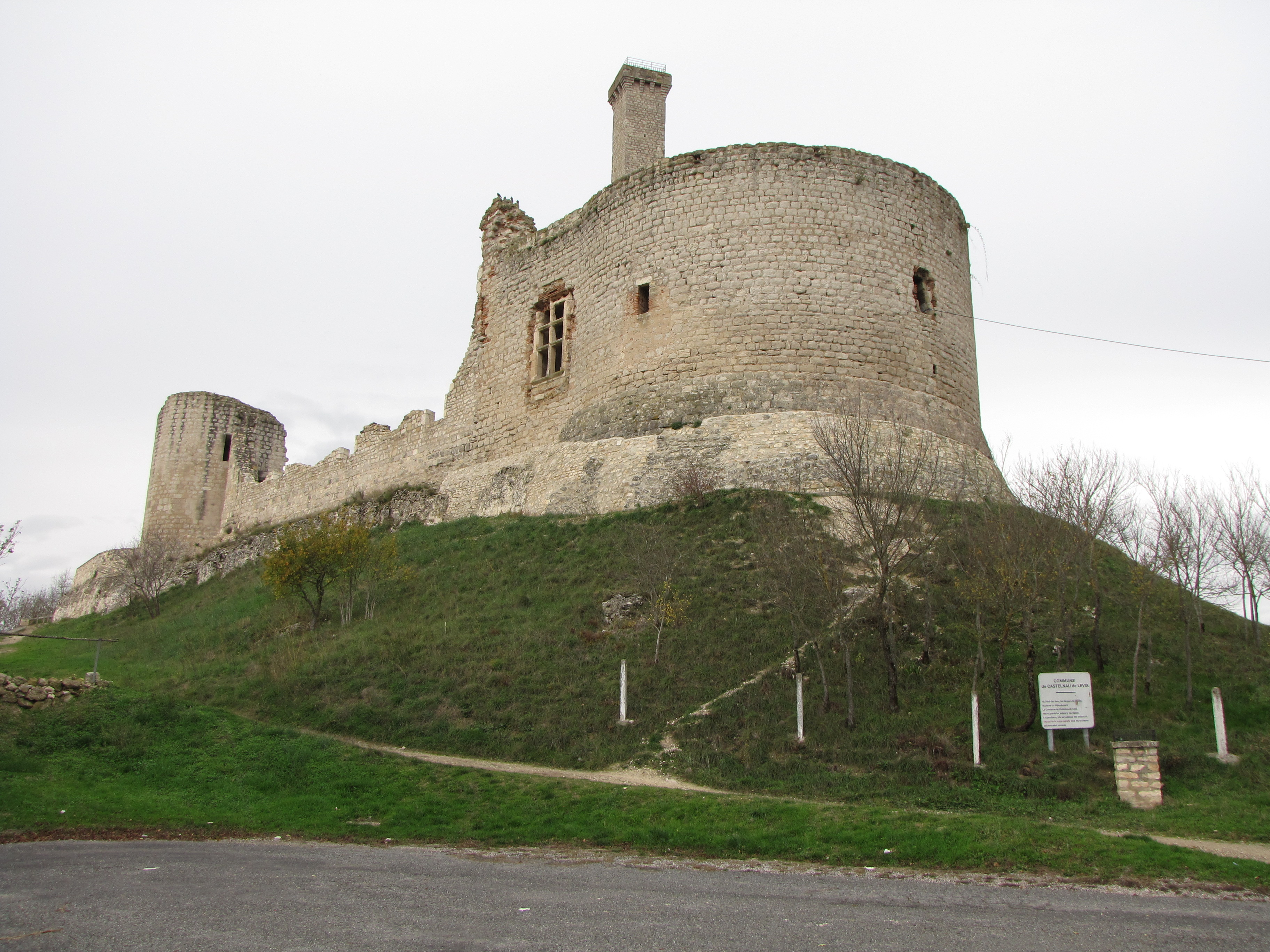
Руины замка Кастельно-де-Левис
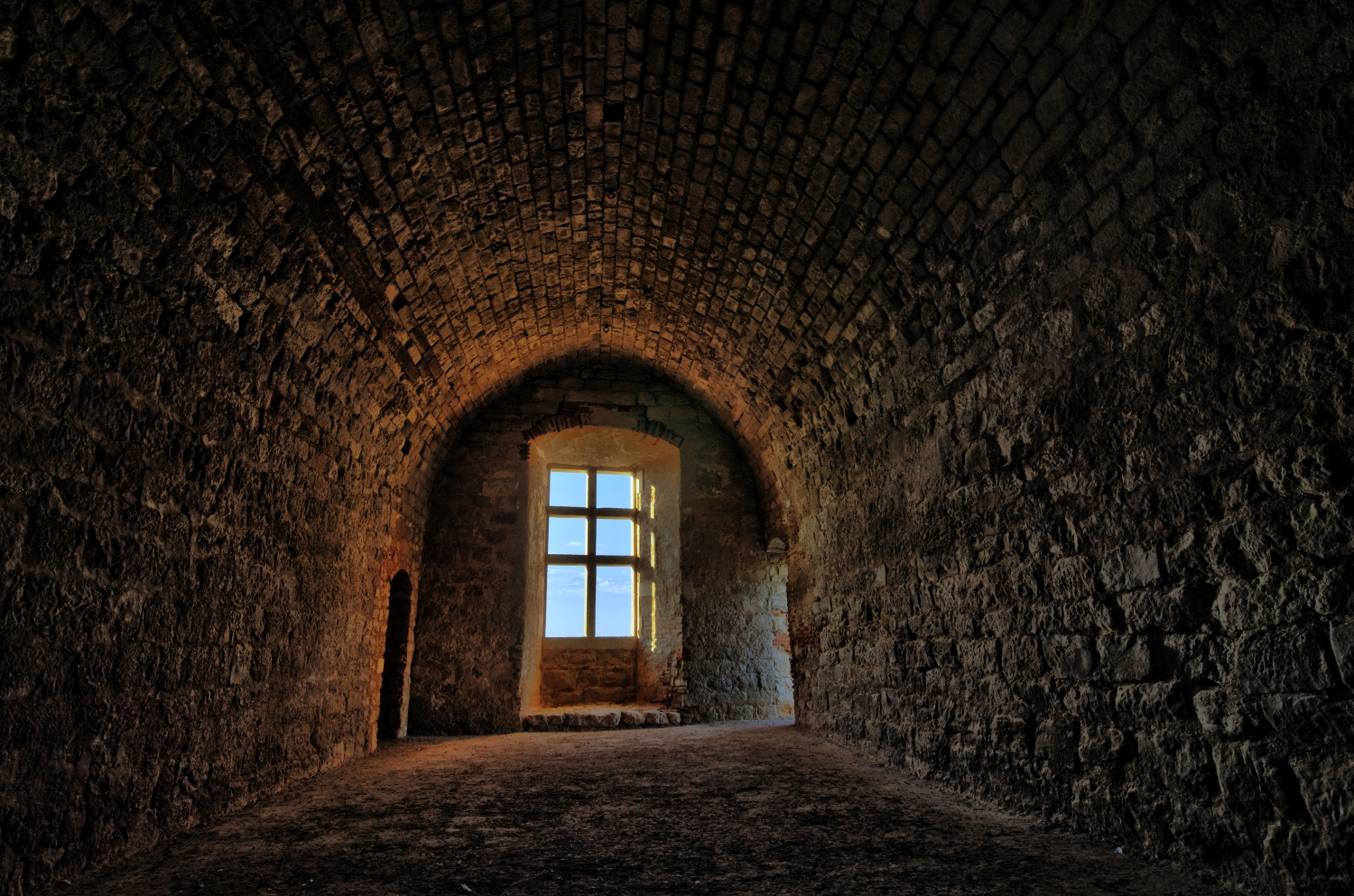
Интерьер замка Кастельно-де-Левис
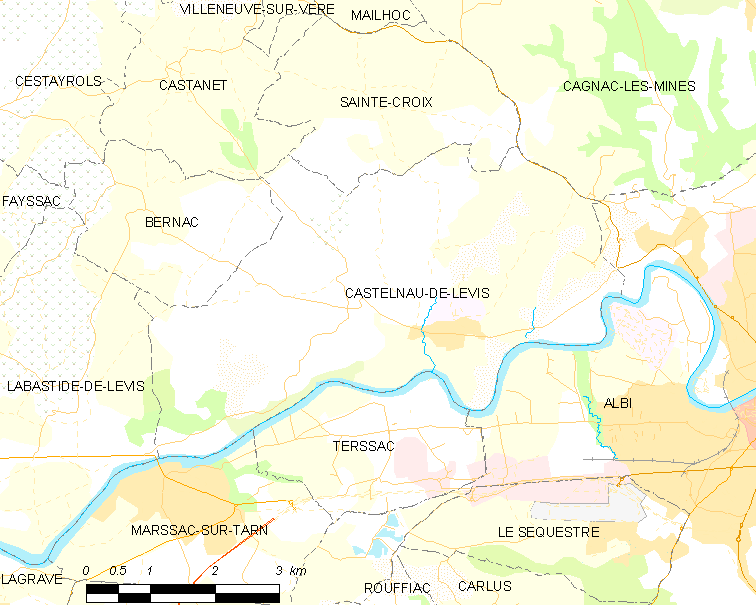
Карта коммуны